# Dmitrij Hvorostovski
Dmitrij Hvorostovski (rusko Дми́трий Алекса́ндрович Хворосто́вский), ruski operni pevec baritonist, * 16. oktober 1962, Krasnojarsk, Rusija, † 22. november 2017, London, Združeno kraljestvo. 

## Življenje
Hvorostovski je svojo operno kariero začel v Krasnojarski operno-baletni hiši. Leta 1989 je zmagal na mednarodnem pevskem tekmovanju v Cardiffu pod pokroviteljstvom britanskega BBC. Od tedaj je gostoval na najpomebnejših svetovnih opernih odrih, med drugim v Berlinski državni operi, milanski Scali, londonskem Covent Gardnu, Dunajski državni operi in Metropolitanski operi v New Yorku.
Leta 2006 je nastopil v Ljubljani v okviru Festivala Ljubljana.
Nastopal je z največjimi pevci in pevkami svojega časa v vrsti naslovnih in vodilnih baritonskih vlog v operah Jevgenij Onjegin, Jolanta in Pikova dama P. I. Čajkovskega, Verdijevih operah Rigoletto, Trubadur, Ples v maskah, Traviata, Simon Boccanegra in Otello, Mozartovih operah Don Juan in Figarova svatba, v Rossinijevem Seviljskem brivcu, Faustu Charlesa Gounoda ... 
Hvorostovski je umrl 22. novembra 2017 v Londonu zaradi možganskega raka, ki je bil diagnosticiran dve leti prej. Hvorostovskega so upepelili in nekaj njegovega pepela pokopali na Pokopališču Novodeviči v Moskvi, preostanek pa v njegovem domačem kraju Krasnojarsk. 
Septembra 2017 je bil v Rusiji odlikovan z najvišjim civilnim odlikovanjem za velik prispevek k ruski umetnosti in kulturi. 